# Městské muzeum Nové Město nad Metují
Městské muzeum Nové Město nad Metují je městské muzeum fungující jako příspěvková organizace města Nové Město nad Metují.
Organizace obhospodařuje tři budovy v městské památkové rezervaci:
1. samotné muzeum Na Zadomí čp. 1226. Nachází se zde expozice muzea zaměřené na historii města, řemesla a přírodu.
2. Městská galerie Zázvorka, na adrese Na Zadomí čp. 1210. Zdejší stálá expozice obsahuje díla novoměstských výtvarníků. Během roku se v dalších prostorách střídají krátkodobé výstavy. K městské galerii patří i vyhlídková věž.
3. Spolkový dům na Husově náměstí čp. 1225. Jsou zde umístěny depozitáře smíšené sbírky, knihovna a kanceláře muzea.[1]

Nové Město nad Metují dlouhou dobu vlastní muzeum postrádalo. Muzeum bylo oficiálně otevřeno roku 1996. Nachází se v něm 6 stálých expozic.

## Hlavní budova muzea
Muzeum sídlí v domě z 16. století, který byl přistavěn k dělostřelecké baště se střílnami, jež byla součástí městského opevnění. Dříve budova sloužila jako měšťanský dům a městský archiv. V letech 1994 až 1995 byla budova rekonstruována na městské muzeum.

## Návštěvnost
Návštěvnost muzea se dlouhodobě pohybovala mezi čtyřmi a pěti tisíci návštěvami ročně. V případě galerie se jednalo o dalších tisíc až tři tisíce návštěv. Návštěvnost za roky 2020 a 2021 negativně ovlivnila pandemie covidu-19. Následně městské muzeum a městská galerie zaznamenaly v roce 2022 nárůst návštěvnosti, hodnot před pandemií však zatím dosaženo nebylo.
|                         | 2011  | 2012  | 2013  | 2014  | 2015  | 2016  | 2017  | 2018  | 2019  | 2020  | 2021  | 2022  | 2023  | 2024  |
| ----------------------- | ----- | ----- | ----- | ----- | ----- | ----- | ----- | ----- | ----- | ----- | ----- | ----- | ----- | ----- |
| Městské muzeum          | 3 182 | 3 692 | 3 726 | 4 446 | 4 714 | 4 159 | 4 193 | 4 933 | 4 620 | 2 834 | 2 150 | 3 213 | 3 062 | 3 947 |
| Městská galerie         | 1 155 | 1 540 | 1 301 | 2 078 | 1 756 | 2 173 | 2 863 | 2 485 | 1 355 | 1 103 | 1 055 | 1 415 | 2 159 | 2 430 |
| Muzeum a galerie celkem | 4 337 | 5 232 | 5 027 | 6 524 | 6 470 | 6 332 | 7 056 | 7 418 | 5 975 | 3 937 | 3 205 | 4 628 | 5 221 | 6 377 |

## Stálé expozice

### Barokní lékárna Milosrdných bratří
V přízemí se nachází barokní lékárna z novoměstského kláštera Milosrdných bratří u kostela Narození Panny Marie. Lékárna byla původně umístěna v loretě (klášterní kapli). V klášteře byla zhruba od roku 1750 do 50. let 20. století a poté byla objevena v Brně na hradě Špilberk. V březnu 2006 byla převezena a téhož roku v listopadu otevřena. Vystavená část lékárny není kompletní. Lékovky v lékárně jsou vyrobeny dobovými technikami a jsou zlacené. Znak granátového jablka symbolizuje řád Milosrdných bratří. Za zmínku stojí masivní registrační pokladna z roku 1905 vyrobena na zakázku ve Spojených státech amerických pro pana Kosku, který měl obchod s kávou.
Po schodech do patra si můžeme prohlédnout ručně malovanou oboustrannou oponu z ochotnického divadla malovaná panem Šrůtkem z roku 1874.
Naopak, pokud půjdeme po schodišti dolů, dojdeme na zahrádku, na které rostou květiny a bylinky. Z této zahrady je krásný výhled na skalní podloží a údolí řeky Metuje.

### Hodinářské expozice
Hodinářská expozice vznikla v roce 2008. Mapuje historii hodinářství v českých zemích a především novoměstského podniku Chronotecha, později Elton. Je zde více než 120 exponátů hodinek a budíků značky Prim, jejichž majitelem je Ing. Libor Hovorka. Výstavu pod jeho vedením zajišťuje Občanské sdružení CHRONOS. V místnosti expozice jsou vystaveny tematické plakáty. Exponáty jsou vystaveny od nejstarších modelů po nejnovější ve směru hodinových ručiček. V expozici jsou také prototypy prvních hodinek, vyrobených v Československu s názvem Spartak. Můžeme zde také vidět speciální hodinky pro zdravotní sestry Prim Aeskulap, které mají na svém číselníku stupnici pro měření tepové frekvence. Dále největší a nejmenší hodinky Prim zapsané v Knize rekordů České republiky nebo hodiny používané v autobusech RTO. Mezi nejznámějšího uživatele modelu Prim Sport patřil František Venclovský, který jako první Čechoslovák přeplaval kanál La Manche.

### Historický sál
Expozice vznikla v roce 1996, při zakládání muzea. Po sedmi letech došlo k rekonstrukci historického sálu. Aktuálně (2023) zde nalezneme informace o historii města od doby bronzové až do současnosti. Nejvzácnějším exponátem je 3000 let stará bronzová štítová spona. Expozice nabízí k zhlédnutí poklad zlatých mincí, úlomky hliněných nádob a repliku žárového hrobu, jehož originál se našel u budovy muzea. Dále se v expozici nachází model zaniklé gotické Horské brány, která sloužila k obraně města a která byla vstupem do města od Orlických hor.
Představeny jsou i informace o životě významného českého hudebního skladatele Bedřicha Smetany a jeho vazby na město. Jeho otec byl sládkem v místním pivovaru a je známo, že Bedřich Smetana zde trávil hodně času se svojí rodinou. Na místním hřbitově se nachází rodinná hrobka.

### Sál řemesel
Expozice věnovaná řemeslům spjatým s městem a jeho okolím: tiskařství reprezentovaném trojnásobným starostou města Theodorem Böhmem, modrotisku a jeho výrobě, ševcovství a nástrojům k těmto řemeslům potřebným.
V sále řemesel také najdeme Měšťanský betlém z dílny řezbářky Jarmily Haldové ze Sedloňova v Orlických horách. Betlém začal vznikat v roce 2001 a do současné doby obsahuje 180 figurek. Každá figurka má svoji historii. Většina z nich jsou dárek nebo překvapení pro rodinu. Figurky stále přibývají, jelikož každý má možnost mít betlémskou postavičku, kterou mu paní Haldová vytvoří. 
Ze sálu řemesel je vchod na ochoz, ze kterého je výhled na údolí řeky Metuje.

### Sál přírody
Expozice s živými i neživými exponáty Novoměstska. Část geologie je spojena se jménem doc. Josefa Sekyry, novoměstského rodáka, geologa a polárníka, který jako první Čech stanul na jižním pólu. Je zde vystavena kloubní hlavice mamuta, nalezená v Novém Městě nad Metují v roce 2005, a také je zde uprostřed místnosti umístěno akvárium a terárium se živými cizokrajnými zvířaty. Zajímavostí tohoto sálu je model pravěkého muže.

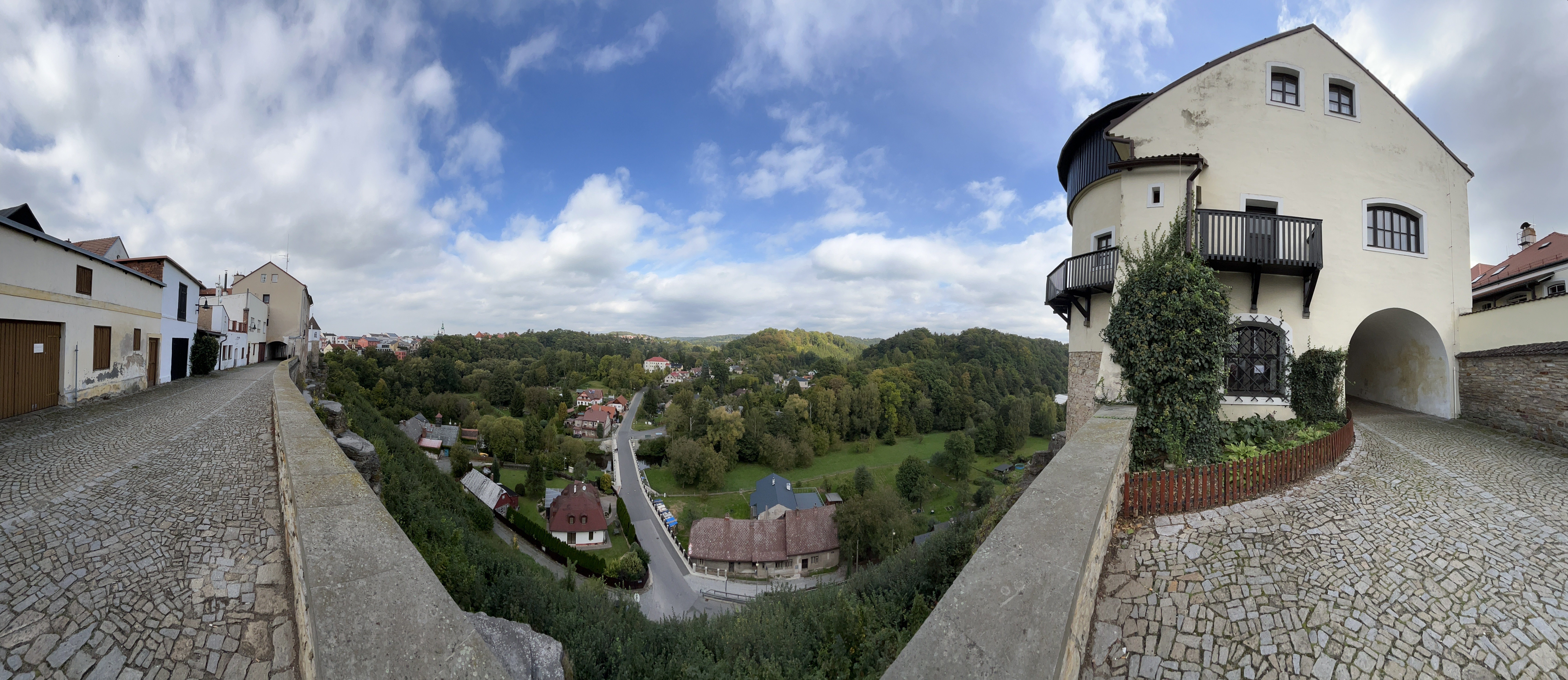
Výhled na řeku Metuji
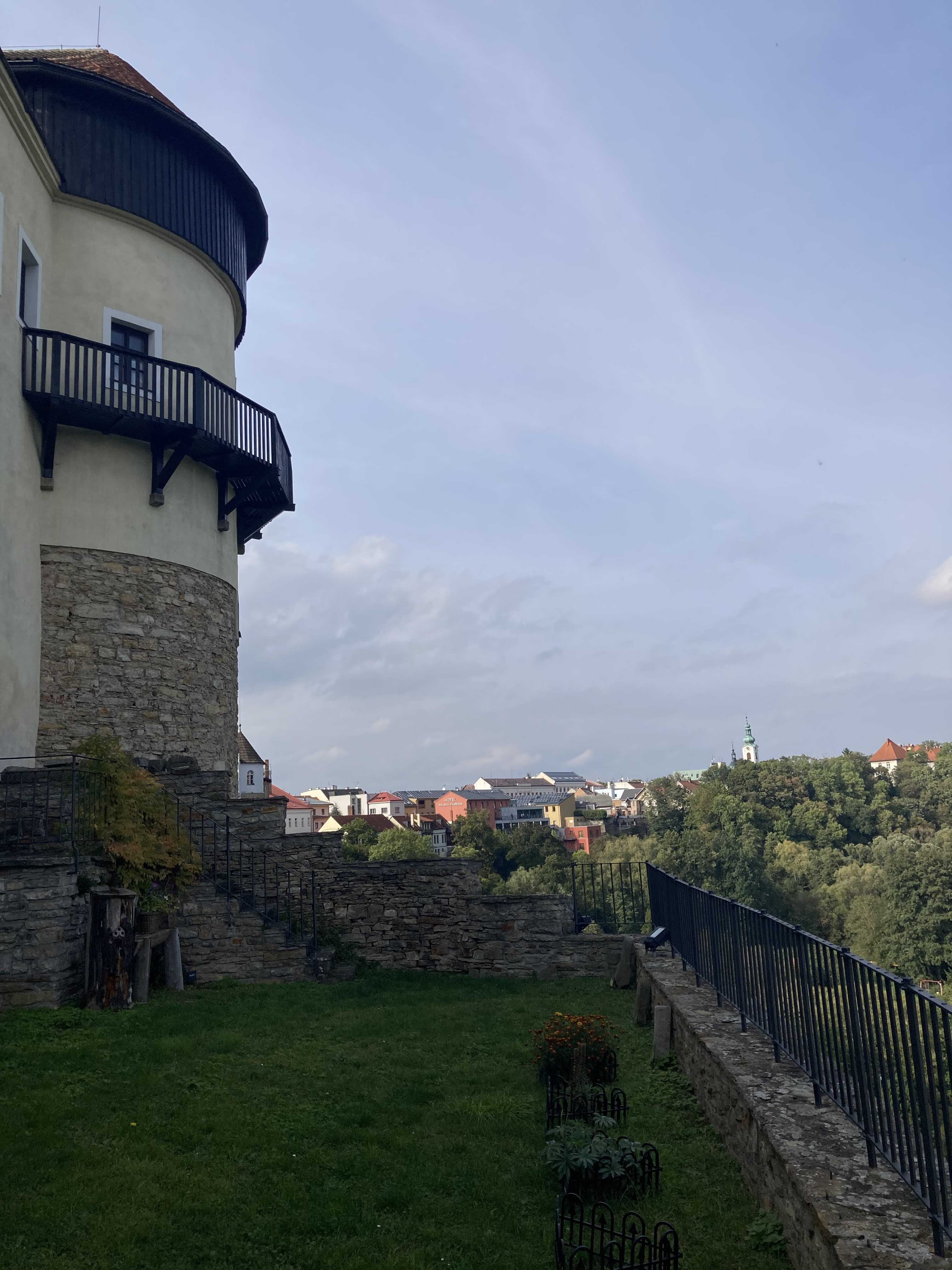
Výhled ze zahrady na ochoz
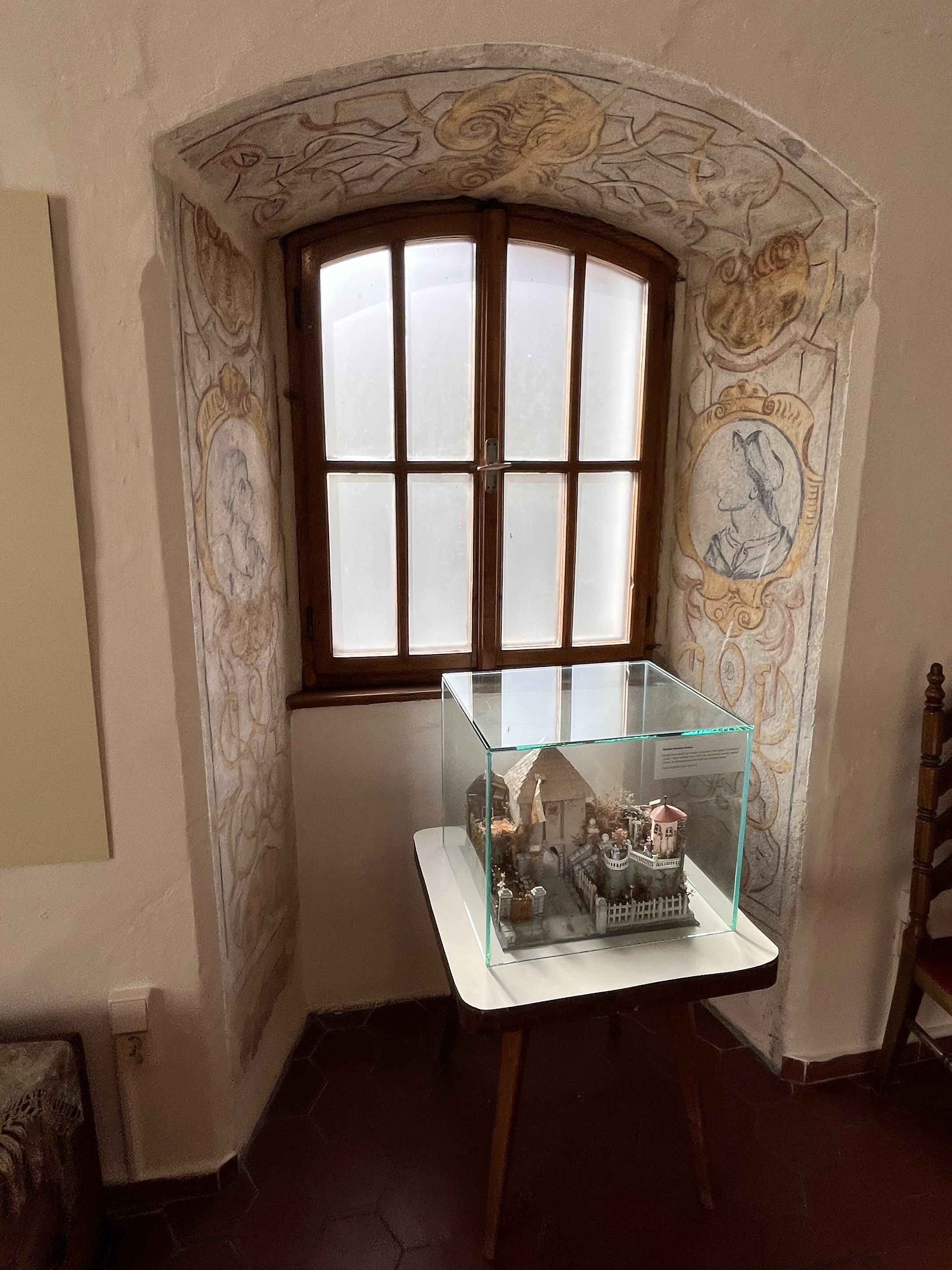
Model Horské brány
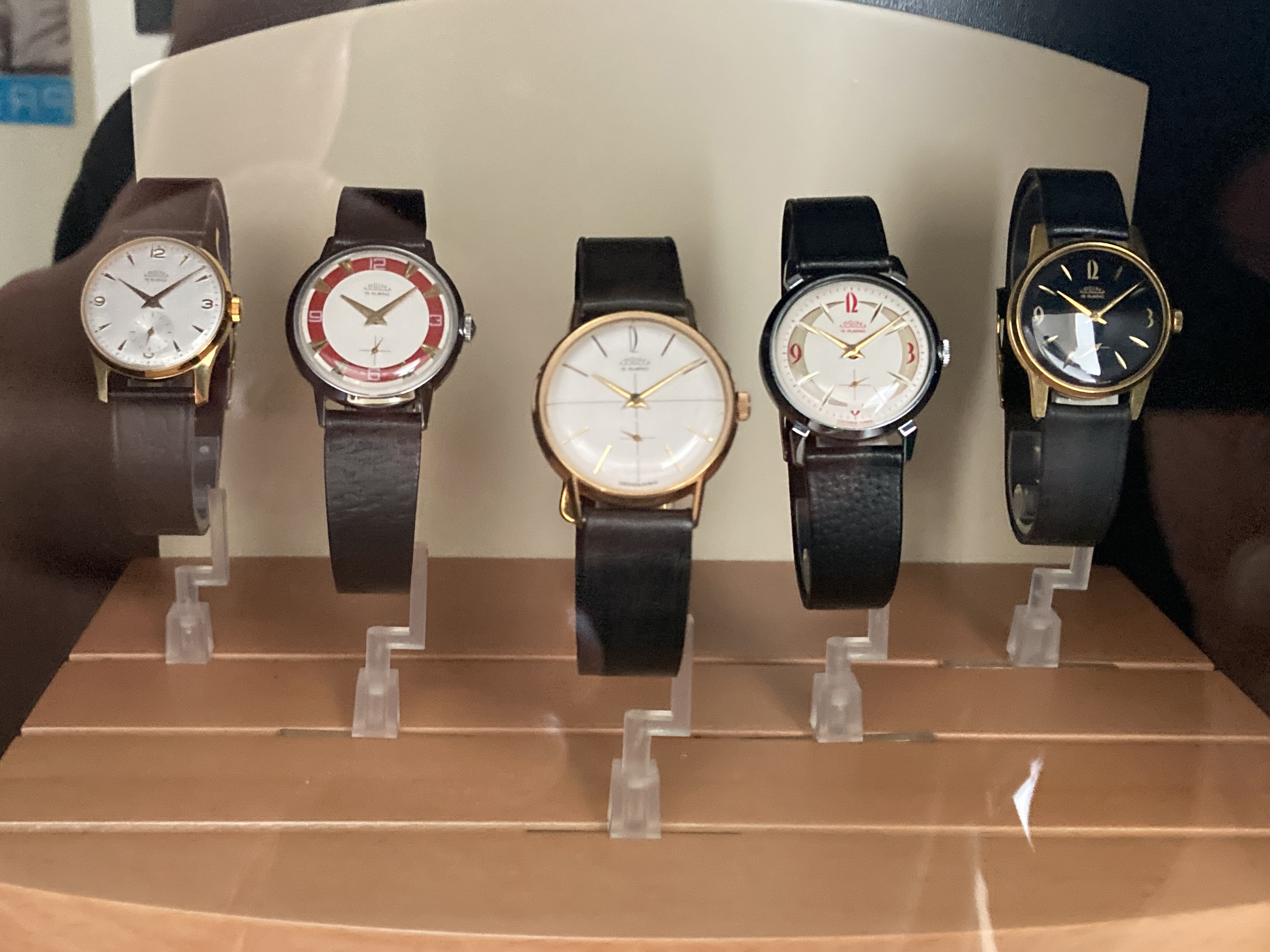
Hodinky Prim